# Symaskine
En symaskine er en maskine, der kan sy tekstiler og andre materialer sammen med tråd. Symaskinen blev opfundet i starten af den industrielle revolution, for at reducere mængden af manuelt syarbejde i beklædningsvirksomheder.
Mange hustande har en husholdningssymaskine, der både kan sy tøj, patchwork, kunst mm.

## Historie
|  | Denne artikel behøver tilrettelse af sprogstilen. Sproget i denne artikel er af uencyklopædisk karakter. Da Wikipedia er en åben encyklopædi, der skal kunne læses af alle, er det vigtigt at holde et naturligt og neutralt dansk (uden f.eks. indforståede fagudtryk og superlativer). Du kan hjælpe ved at forbedre teksten. |

De første forsøg på at opfinde symaskinen begyndte i slutningen af 1700-tallet, men lykkedes ikke for alvor. I år 1830 fik en fransk skræder ved navn Bartholomé Thimonnier (født 1773 og død 1857 i Frankrig) patent på en entrådet kædesømsmaskine, hvor de første symaskiner blev produceret. Den franske hær bestilte en større mængde af uniformer i 1848, der blev syet på navn Thimonniers maskiner. I alt blev der brugt 80 symaskiner. Symaskinen blev dog aldrig en succes, da franske skræddere valgte at brændte fabrikken ned, da de var bange for at blive arbejdsløse.
I USA blev der opfundet en praktisk anvendelig symaskine med både over- og undertråd i 1834. Den blev opfundet af Walter Hunt. Denne maskine havde en skytte til undertråden, og den kunne sy lige sømme. Walter Hunt fik aldrig patenteret sin maskine fordi han selv mente, ”at automatisering af produktet ville medføre arbejdsløshed”.
Elias Howe var den der kom med det egentlige gennembrud, selvom mange andre have forsøgt før ham. I 1846 fik han patent på stikkestingmaskine, der kunne udføre 300 sting i minuttet, hvor en trænet skrædder kun kan udføre 50 sting i minuttet.
Isaac Merrit Singer stod bag den symakine, som fik størst betydning. Han fik i 1851 udviklet en maskine, der var forbedret, kraftigt bygget og holdbar. Han fik patent på sin symaskine i år 1851. Isaac Merrit Singer var en mekanikerlærling og reparatør af Howes symaskiner, og ved at kombinere de to fag var det derfor muligt for ham at udvikle en god symaskine.
Nogle opfindelser af Allen Benjamin Wilson var også med til at gøre symaskinen endnu bedre. Det var opfindelser som fx den roterende griber og transportøren, som kunne flytte stoffet fremad under syningen. Han fik patent på den roterende griber i 1850 og patent på transportøren i 1854. Disse opfindelser bliver den dag i dag stadig brugt, og stort set anvender alle moderne symaskiner disse opfindelser.
I år 2001 blev symaskinen for første gang digitaliseret. Det blev muligt at tage en Diskette (Floppy), gå ind på nettet, finde et mønster og gemme det på disketten. Derfra kunne symaskinen sy efter det hentede mønster. Derefter kunne man flytte disketten over i symaskinens farvedisplay og starte maskinen med de farvetråde maskinen forslog. Man endte så med et resultat, hvor man fik det mønster man havde valgt på det tøj man nu ønskede det skulle være på.

## Symaskinens grundlæggende teknik
Teknikken er baseret på at en overtråd og en undertråd løber om hinanden. Undertråden ligger i en del der drejer rundt, som griber fat i
overtrådens slynge når den føres ned med nålens hjælp. Derefter føres slyngen omkring undertråden, som bevægede sig hvor de så bliver snoet om hinanden. Overtråden strækkes og løfter undertråden mod tøjet, samtidig med at tøjet mades frem af symaskinens matarfødder.